# Ulugh Beigh (kráter)

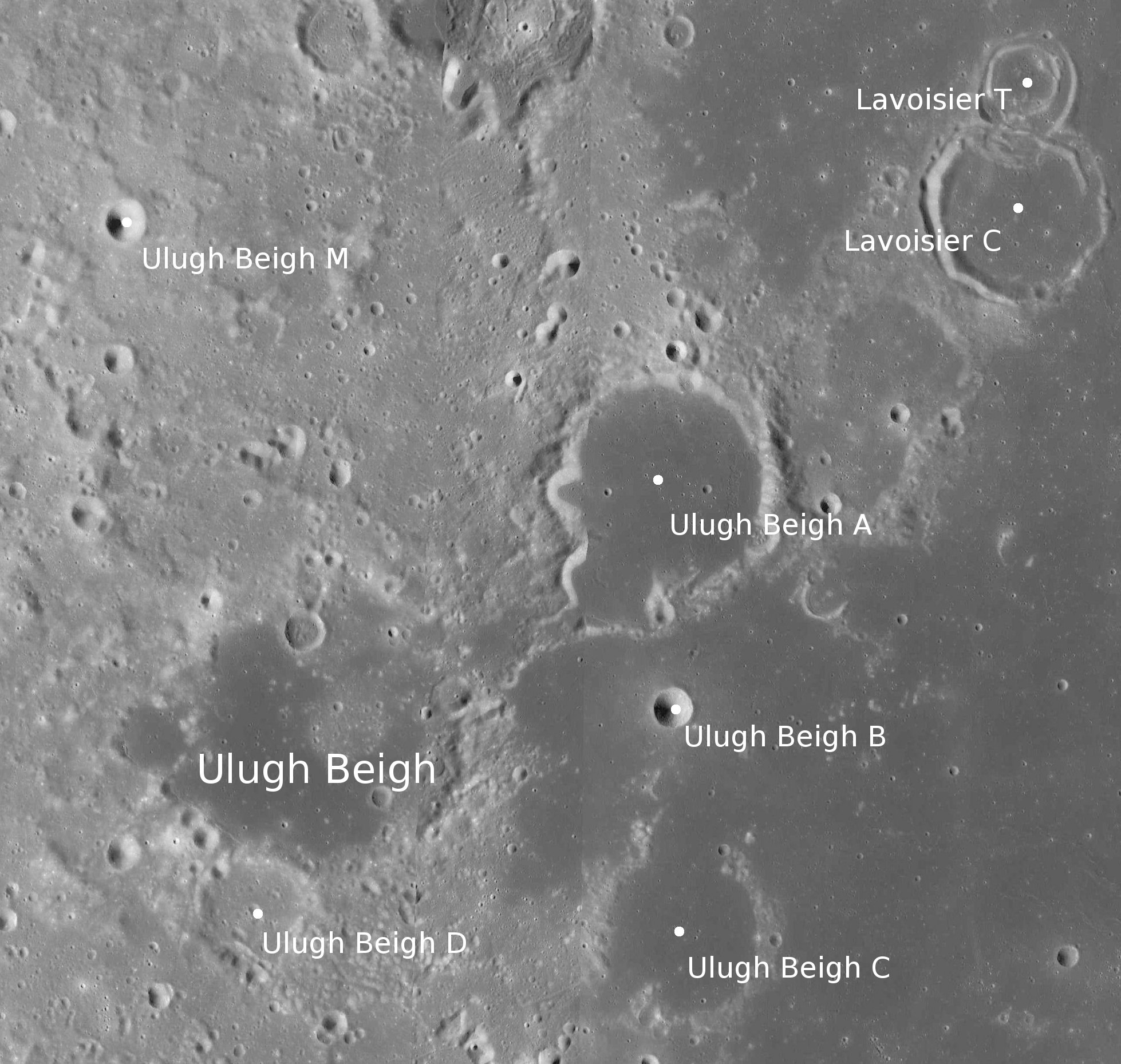
Poloha kráteru Ulugh Beigh.

Ulugh Beigh je lávou zatopený rozpadlý měsíční kráter nacházející se západně od Oceanus Procellarum (Oceán bouří). Leží blízko severozápadního okraje Měsíce, tudíž je ze Země pozorovatelný se značným zkreslením. Má průměr 54 km, pojmenován je podle uzbeckého astronoma Muhammada Taragaje Ulug-beka.
Val kráteru byl značne narušen dopady meteoritů. Poblíž leží několik satelitních kráterů. Ulugh Beigh A se nachází severovýchodně a je také zatopen lávou. Mladší a menší impaktní kráter Ulugh Beigh B leží přímo východně od hlavního kráteru a Ulugh Beigh C (lávou zaplavený) jihovýchodně. Ulugh Beigh D leží jižně a zasahuje do okraje hlavního kráteru.

## Satelitní krátery
V okolí kráteru se nachází několik dalších kráterů. Ty byly označeny podle zavedených zvyklostí jménem hlavního kráteru a velkým písmenem abecedy.
| Ulugh Beigh | Sel. šířka | Sel. délka | Průměr |
| ----------- | ---------- | ---------- | ------ |
| A           | 34,1° S    | 79,3° Z    | 41 km  |
| B           | 32,8° S    | 79,3° Z    | 8 km   |
| C           | 31,4° S    | 79,1° Z    | 31 km  |
| D           | 31,6° S    | 82,4° Z    | 21 km  |
| M           | 35,7° S    | 83,4° Z    | 7 km   |